# KS Albpetrol Patos
El KS Albpetrol Patos es un club de fútbol de Albania de la ciudad de Patos. Fue fundado en 1947 y se desempeña en la Kategoria e Dytë de Albania.

## Historia
El club, fundado en 1947, jugó por primera vez en la Primera División de Albania en 1974. En 1990 jugó la final de la Copa de fútbol de Albania, perdiendo con el FK Partizani. La primera y única participación en un torneo internacional fue en la versión 1993-1994 de la Recopa de Europa de fútbol donde perdió en la ronda de clasificación.

## Estadio
Juega en el estadio Alush Noga con una capacidad de 5.000 espectadores.

## Palmarés
- Kategoria e Dytë: 3

1963, 1965, 2013
- Copa de Albania: 0
  - Finalista: 1

1992

## Participación en competiciones de la UEFA
| Temporada | Torneo                | Ronda          | País          | Club       | Casa | Visita |
| --------- | --------------------- | -------------- | ------------- | ---------- | ---- | ------ |
| 1993/94   | UEFA Cup Winners' Cup | Clasificatoria | Liechtenstein | FC Balzers | 0-0  | 1-3    |